# Concha Segura
María Concepción Bienvenida Segura Roselló (Yecla, Murcia, 11 de noviembre de 1875 - Barcelona, 7 de noviembre de 1973), figura destacada de la zarzuela.

## Biografía

### Familia y lugar de residencia
Hija de José Segura y de Francisca Roselló, una pareja de valencianos que se ganaban la vida como artistas ambulantes.
La familia Segura llegó a Yecla entre 1874 y 1875. El matrimonio y sus hijos se alojaron en un edificio que era utilizado como almacén de trigo del Pósito de Labradores, y que temporalmente había sido improvisado como residencia y como teatro. Se puede afirmar con propiedad que Concha Segura nació en el teatro, pues vino al mundo en aquel edificio, sobre cuyas ruinas se construiría varios años más tarde el teatro que lleva su nombre.

### Toda la familia en escena
Los padres de Conchita Segura representaban funciones teatrales en compañía de aficionados de la localidad. Dichas interpretaciones tenían una gran aceptación entre los yeclanos. No sólo los padres se dedicaban al mundo del espectáculo, de hecho sus cuatro hermanas también lo hacían: Pepita hacía de tiple, Elisa representaba a una dama joven, Paquita actuaba en papeles infantiles y Amparo colaboraba en lo que le permitía su corta edad. Conchita era la menor de todas ellas y aparecía en escena envuelta en pañales.

### El debut de Concha Segura
Concha Segura debutó en el Teatro Parish de Madrid en noviembre de 1894 a los 19 años de edad, representó una adaptación de la opereta de Jacques Offenbach, La Diva. Los medios de comunicación elogiaron su actuación y se le auguró un futuro prometedor.
Trabajó en distintas compañías teatrales entre las que se encontraban la de Lino Ruiola y Manuel Fernández Caballero.
El 6 de abril de 1895 pasa a representar el papel principal de la zarzuela El Tambor de Granaderos de Ruperto Chapí en el Teatro Eldorado de Barcelona, debido a una indisposición de su hermana Paca.
En los años posteriores representó diversas zarzuelas en las provincias de Murcia, Andalucía y Madrid.
Fue el 30 de septiembre cuando Concha Segura debuta en el Teatro de la Zarzuela interpretando Campanero y Sacristán de Mariano Hermoso y Manuel Fernández Caballero. El éxito de la cantante fue espectacular y en una de sus interpretaciones fue tan ovacionada que el telón se alzó en 20 ocasiones por petición del público.

### Descanso en Guadarrama
En 1897 Concha Segura tuvo que tomarse un descanso debido a problemas de salud, lo que supuso un contratiempo importante para la Compañía de Teatro de la Zarzuela.
En el mes de septiembre reapareció en Salamanca interpretando El Padrino del Nene.

### Retirada de los escenarios
Concha segura abandonó definitivamente los escenarios antes de cumplir los 26 años (1901) debido a una afección de garganta y, posteriormente, al contraer matrimonio con el catedrático de numismática Antonio Vives Escudero.

## Construcción del Teatro Concha Segura de Yecla
Su construcción se sitúa entre los años 1886 y 1887, donde se situaba la antigua Casa Panera del Pósito, siendo su fachada remodelada en 1890 por el arquitecto Justo Millán Espinosa. Será en 1899 cuando se decida darle el nombre de Concha Segura al teatro en homenaje a la actriz yeclana, que había nacido en este mismo lugar. A lo largo de su historia ha sufrido muchas remodelaciones, la última de ellas tuvo lugar en 1983 por el arquitecto Miguel Puche Vizcaíno. Los techos han sido decorados por el pintor lorquino Manuel Muñoz Barberán.
El teatro fue inaugurado con la representación de la zarzuela La Tempestad de Ruperto Chapí y Miguel Ramos Carrión.

## Representaciones
- La Diva (Jacques Offenbach, 1894) en el Teatro Parish de Madrid
- El Tambor de Granaderos (Ruperto Chapí, 1895) en el Teatro Eldorado de Barcelona
- La Maja, 1896) en el Teatro Rojas de Toledo
- Campanero y Sacristán (Mariano Hermoso y Manuel Fernández Caballero, 1896) en el Teatro de la Zarzuela
- El Padrino del Nene (Mariano Hermoso y Manuel Fernández Caballero, 1896) en el Teatro de la Zarzuela
- ¡Agua Va! (Ricardo Blasco, 1897) en el Teatro de la Zarzuela
- El País de la Cucaña  (1897) en el Teatro de la Zarzuela
- La Viejecita (1897) en el Teatro de la Zarzuela
- Agua, azucarillos y aguardiente (Miguel Ramos Carrión, 1897) en el Teatro Apolo de Madrid
- El Señor Joaquín (1898) en el Teatro de la Zarzuela
- El Ángel Caído (Apolinar Brull Ayerra y Federico Jacques, 1898) en el Teatro de la Zarzuela
- Los Borrachos (1898) en el Teatro de la Zarzuela
- La Aguadora (1898) en el Teatro de la Zarzuela
- La alegría de la huerta (1900) en el Teatro de la Zarzuela
- La Tempranica (1900) en el Teatro de la Zarzuela